# Донецький інститут туристичного бізнесу
Донецький інститут туристичного бізнесу (ДІТБ) — вищий навчальний заклад недержавної форми власності. Заснований в 1992 році. Адреса: м.Донецьк, вул. Університетська 94.

## Спеціальності
Має IV рівень акредитації. Ліцензія Міністерства освіти і науки України серія АВ № 529665. Напрямок підготовки «Менеджмент». Спеціальність «Менеджмент організацій». Спеціалізація «Менеджмент туристичної індустрії». Готує бакалаврів, фахівців і магістрів. Випускникам надається кваліфікація «Менеджер-економіст».
ДІТБ надає освітні послуги, пов'язані з одержанням освіти на рівні кваліфікаційних вимог щодо підготовки до вступу в інститут громадян України (Ліцензія МОН України серія АА № 627380).
Президент Донецького інституту туристичного бізнесу — Ганна Василівна Кузьменко — відмінник народної освіти, почесний турист України, почесний доктор Російської міжнародної академії туризму.

## Структура інституту
Структура інституту: ректорат, деканат, навчальна частина, кафедри, підготовче відділення; науковий центр комплексних досліджень рекреаційних територій; відділ практики, екскурсій і туризму; відділ інформаційних технологій; відділ ділового співробітництва та працевлаштування; відділ міжнародних зв'язків та переказів; відділ відпочинку та розваг; редакційно-видавничий відділ; навчально-тренінговий центр «Туристичне підприємство»; психологічний центр; спортивно-туристський і дебатний клуби, а також клуби любителів англійської, німецької, іспанської і арабської мов.
Навчання в ДІТБ проводиться на 6 кафедрах:
- менеджменту
- економічних дисциплін
- організації туризму
- математико-інформаційних і загальнотехнічних дисциплін
- гуманітарних дисциплін
- іноземних мов.

Кафедри ДІТБ ведуть велику наукову, навчально-методичну та виховну роботу, спрямовану на формування необхідних професійних та особистісних якостей студентів.
Основною — випускаючою кафедрою ДІТБ — є кафедра менеджменту.
Базовими кафедрами для підготовки фахівців, що випускаються інститутом, є кафедри економіки, організації туризму та математико-інформаційних і загальнотехнічних дисциплін.
Загальноосвітні кафедри ДІТБ: кафедра гуманітарних дисциплін, кафедра іноземних мов.
В інституті працюють сертифіковані курси підготовки агентів системи бронювання «Amadeus».
ДІТБ має 2 навчальних корпуси, бібліотеку, 2 читальні зали, оснащених комп'ютерами, з навчальної, наукової, періодичної і загальноосвітньої літературою. У бібліотеці впроваджено програмний комплекс «Бібліотека ДІТБ», який дозволяє проводити розширений пошук книг за ключовим словом, назвою, автором, дисципліні і т. д. Бібліотека є депозитарієм бібліотеки Всесвітньої туристичної організації (СОТ). Дотепер у бібліотеці ДІТБ зберігаються видання СОТ, починаючи з 2002 року.
У комп'ютерних класах встановлені всесвітньо відомі системи бронювання авіаквитків, готелів, автомобілів «Amadeus» і «Galileo». В інституті працюють лінгафонний і методичний кабінети, студентське кафе.

## Нагороди
ДІТБ є Лауреатом і тричі переможцем Всеукраїнської туристичної професійної програми «Кришталевий лелека» (номінація «Лідер туристичної освіти»), а також Лауреатом Міжнародного академічного рейтингу популярності «Золота Фортуна» в номінації «За професіоналізм у справі підготовки кваліфікованих фахівців у галузі туристичного бізнесу».
Колектив інституту нагороджений почесними грамотами: Державної Туристичної адміністрації України за значний внесок у розвиток і організацію туристичної діяльності в Україні та за підготовку фахівців у туристичній сфері; Державною службою туризму і курортів Міністерства культури і туризму за значний внесок у розвиток туризму в Україні, сумлінну працю та високий професіоналізм. Обласною радою за значний внесок у розвиток освіти та формування інтелектуальної еліти української держави.
У рейтингу вищих навчальних закладів «Топ-200 Україна», проведеному кафедрою ЮНЕСКО в 2007 р., в категорії «Якість науково-педагогічного потенціалу» ДІТБ займає 46 місце, а в класифікаційній групі ВНЗ «Економіка управління та торгівля» ДІТБ зайняв 5 місце серед 46 найкращих вищих закладів України.
У жовтні 2007 року Президент, ректор і колектив Донецького інституту туристичного бізнесу були нагороджені Почесною грамотою за вагомий внесок у реалізацію державної політики в галузі туризму, розвиток туристичної інфраструктури в регіоні, високий професіоналізм, відданість справі та з нагоди Всесвітнього Дня туризму.